# Tommy Byrne
Tommy Byrne, irski dirkač Formule 1, * 6. maj 1958, Drogheda, County Louth, Irska.

## Življenjepis
V sezoni 1982 je osvojil naslov prvaka v prvenstvu Britanske Formule 3. Obenem pa je v sezoni 1982 Formule 1 nastopil na zadnjih petih dirkah sezone, ko se mu trikrat ni uspelo kvalificirati na dirko, dvakrat pa je odstopil.

## Popolni rezultati Formule 1
(legenda) (odebeljene dirke pomenijo najboljši štartni položaj, poševne pa najhitrejši krog, †-uvrščen kljub odstopu)
| Leto | Moštvo               | Šasija        | Motor       | 1   | 2   | 3    | 4   | 5   | 6   | 7    | 8   | 9   | 10 | 11  | 12      | 13      | 14      | 15      | 16      | Prv | Toč |
| ---- | -------------------- | ------------- | ----------- | --- | --- | ---- | --- | --- | --- | ---- | --- | --- | -- | --- | ------- | ------- | ------- | ------- | ------- | --- | --- |
| 1982 | Theodore Racing Team | Theodore TY02 | Cosworth V8 | JAR | BRA | ZZDA | SMR | BEL | MON | VZDA | KAN | NIZ | VB | FRA | NEM DNQ | AVT Ret | ŠVI DNQ | ITA DNQ | LVE Ret | -   | 0   |